# 横浜ロイヤルパークホテル
横浜ロイヤルパークホテル（よこはまロイヤルパークホテル、Yokohama Royal Park Hotel）は、神奈川県横浜市西区みなとみらいに所在するシティホテル。三菱地所グループが展開するホテルチェーン「ロイヤルパークホテルズ」に属する。

## 特徴
みなとみらい地区のシンボルである「横浜ランドマークタワー」の上層階部に、横浜ロイヤルパークホテルニッコーとして1993年9月15日に開業。当初はJALホテルズ（現・オークラ ニッコー ホテルマネジメント）と提携しており、2001年に提携解消後、現在の名称へ変更された。2014年4月現在、日本で最も高所に位置するホテルである。
客室は地上210m以上の52階 - 67階に位置し、全603室である。「クラブ ザ ランドマークフロア」は65階 - 66階に設定されている（内訳：ツイン419室、ダブル158室、ファミリールーム6室、和室スイート1室、スイート19室）。
ロビーやフロント、宴会場やチャペルなどは低層階部に置かれている。上層階部には客室の他、フィットネスクラブやレストラン、スカイバンケット等がある。
しかし築30年以上が経過し2025年から大規模修繕工事実施、28年以降再開予定

## 客室
- 65F - 66F - 「The Club」クラブフロア。スイートルーム、和室もあり、66Fに専用ラウンジを置く。
- 67F - 「The Top」客室最上階。地上263mに位置し、高さ・階層ともに日本一（あべのハルカス内の大阪マリオット都ホテルの客室最上階は55階、地上258m）。この「The Top」のみ、マゼンタカラーのベッドスローやクッションをアクセントに置いている。
- 60F - 64F - 「Atelier」（アトリエ）
- 52F - 59F - レギュラーフロア　57‐59Fは青色基調の内装に神奈川県の花ヤマユリ柄のベッドスローをあしらい、また、SDGsへの取り組みとして、開業当初からの家具を再活用し、エコアメニティを備えたリニューアルレギュラーフロアへの改装が2022年3月までに行われ、残りのフロアも2024年までに順次改装予定。

　60F以上は「スカイリゾートフロア」と総称し、コーヒーマシン、ロクシタンバスアメニティ、バスローブを備える。

## 設備
- スカイラウンジ「シリウス」
最上階（70階）に位置するスカイラウンジ。朝食ビュッフェやランチビュッフェも実施しており、オールデイダイニングの機能も担っている。ホテル内のレストランとしては日本一の高さに位置する。
- フレンチレストラン「ル・シエール」
「皇苑」、「四季亭」と共に68階に所在している。
- 中国料理「皇苑」
- 日本料理「四季亭」
- 鉄板焼「よこはま」
- カフェ「カフェ & バンケット フローラ」
以前はコーヒーショップの位置付けで朝食からディナーまで提供していたが、現在ディナーは貸切営業のみとなっている（ゴールデンウィーク、お盆休み期間、クリスマス期間、年末年始は一般営業も行う）。「よこはま」と同じく地下1階に所在。
- メインバー「ロイヤルアスコット」
- ケーキショップ「コフレ」
- ランドマークスパ　49階に所在。このフィットネスクラブやプール等も日本最高所に位置している。2021年7月にリニューアルオープンし、ロクシタンとコラボレーションしたオールハンドスパや「エステプロ・ラボ」コラボレーションメニューを用意したカフェを併設する。
- 茶室　65階。こちらも階層および地上からの高さは日本一。
- 理容室「YOSHIZAWA Inc. PREMIUM」50階。

など

## 交通
- 電車
  - みなとみらい線（東急東横線・東京メトロ副都心線直通） みなとみらい駅より徒歩3分
  - JR根岸線（京浜東北線・横浜線直通） 、横浜市営地下鉄　桜木町駅より徒歩5分

- バス
  - 高速バス 羽田空港 - 横浜ロイヤルパークホテル（京浜急行バス）[4]
  - 高速バス 成田空港 - 横浜ロイヤルパークホテル（京浜急行バス、東京空港交通、京成バス）